# Punta Arrecife (Sandwich del Sur)
La punta Arrecife (en inglés: Reef Point) es un cabo ubicado en el extremo sudoeste de la isla Cook de las islas Tule del Sur en las islas Sandwich del Sur. Se halla enfrentado a la roca Twitcher, el estrecho San Lesmes y la punta Hewison de la isla Thule/Morrell.
En esta punta se ubica uno de los puntos que determinan las líneas de base de la República Argentina, a partir de las cuales se miden los espacios marítimos que rodean al archipiélago.

## Historia
Fue cartografiada en 1930 por personal británico del RRS Discovery II durante la expedición Investigaciones Discovery. Posteriormente, en 1956 el topónimo fue traducido al castellano.
La isla nunca fue habitada ni ocupada, y como el resto de las Sandwich del Sur es reclamada por el Reino Unido que la hace parte del territorio británico de ultramar de las Islas Georgias del Sur y Sandwich del Sur, y la República Argentina, que la hace parte del departamento Islas del Atlántico Sur dentro de la provincia de Tierra del Fuego, Antártida e Islas del Atlántico Sur.

## Referencias

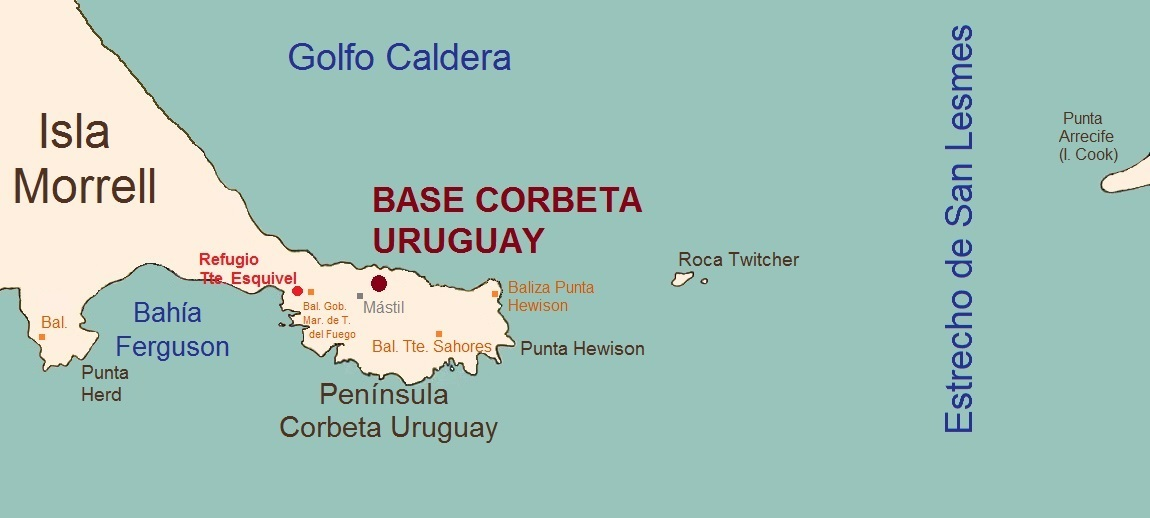
Mapa de la península Corbeta Uruguay con la punta Arrecife (derecha).